# Jean Debiesse
Jean Debiesse, né le 29 janvier 1907 à Thizy (Rhône) et mort le 20 octobre 1978 à Boulogne-Billancourt, est un physicien et haut fonctionnaire français.

## Parcours
Après des études au collège de Tarare puis à la faculté des sciences de Lyon, il est docteur-ès-sciences-physiques et agrégé de physique,, Jean Debiesse commence sa carrière professionnelle comme enseignant au lycée Carnot de Tunis, puis directeur de l'enseignement primaire en Tunisie.
Durant la Seconde Guerre mondiale, il est l'un des délégués représentant la résistance extra-métropolitaine à l'Assemblée consultative provisoire, assemblée française représentant les mouvements résistants, les partis politiques et les territoires engagés dans la guerre aux côtés des Alliés sous la direction du Comité français de la Libération nationale (CFLN). Il fera notamment à l'Assemblée nationale un rapport le 2 août 1945, au nom de la commission de l'éducation nationale
À l'issue de la Seconde Guerre mondiale, Jean Debiesse est inspecteur d'académie jusqu'en 1951. Avec le renouveau du mouvement laïque, il impulse la reconstruction de la Fédération des Œuvres Laïques.
Directeur du cabinet de Francis Perrin (haut-commissaire à l'Énergie atomique), professeur au Conservatoire national des Arts et Métiers, il est nommé directeur du centre d’études nucléaires de Saclay de 1954 à 1970. Il y fonde en 1956 l'Institut national des sciences et techniques nucléaires,,.
En 1958, il est l'auteur du projet de réforme de l'enseignement en Tunisie, projet que le président Habib Bourguiba décidera de mettre en œuvre,.
En 1972, il est nommé inspecteur général de l'instruction publique. Il reste administrateur du Conservatoire national des Arts et Métiers jusqu'à sa mort.

## Distinctions
Jean Debiesse est commandeur de l'ordre national de la Légion d'honneur et commandeur de l'ordre des Palmes académiques.

## Publications
Jean Debiesse a publié de nombreux ouvrages, notes et articles.